# Kuckenbach
Kuckenbach ist ein Weiler, der zur Stadt Lohmar im Rhein-Sieg-Kreis in Nordrhein-Westfalen gehört. 

## Geographie
Kuckenbach liegt im Nordosten der Stadt Lohmar. Umliegende Ortschaften sind Neuheim im Südosten, Ingersauel im Süden, Unterstesiefen im Südwesten, Saal im Westen, Oberstesiefen, Oberstehöhe, Holl und Grünenborn im Nordwesten sowie Viersbrücken im weit entfernten Norden.
Nordöstlich und östlich fließt der Naafbach an Kuckenbach vorbei. Der Siefer Bach, ein orographisch rechter Nebenfluss des Naafbachs, fließt im Westen und Südwesten an Kuckenbach vorbei.

## Geschichte
Im Jahre 1885 hatte Kuckenbach 29 Einwohner, die in sieben Häusern lebten.
Bis 1969 gehörte Kuckenbach zu der bis dahin eigenständigen Gemeinde Wahlscheid.

## Sehenswürdigkeiten
Kuckenbach liegt im Naturschutzgebiet Naafbachtal.

## Verkehr
Südwestlich von Kuckenbach verläuft die Kreisstraße 16. Das Anruf-Sammeltaxi ergänzt den ÖPNV. Kuckenbach gehört zum Tarifgebiet des Verkehrsverbund Rhein-Sieg (VRS).